# Tiberkanine
Tiberkanine (în arabă تبركانين) este o comună din provincia Aïn Defla, Algeria.
Populația comunei este de 16.384 de locuitori (2008).